# Сморгонь
Сморгонь (біл. Смаргонь, Смаргоні) — місто, центр Сморгонського району Гродненської області Білорусі, на річці Оксна (ліва притока річки Вілія) і її притоці річці Гервятка. Розташований за 110 км на північний захід від Мінська й за 260 км на північний схід від Гродно. Залізнична станція на лінії Молодечно — Вільнюс, вузол автодоріг на Молодечно, Вільнюс, Свірь, Крево.
Відоме з початку XVI століття як приватновласницьке містечко Зеновичів, Радзивіллів, Пшездецьких. В XVII столітті Радзивілли заснували тут школу дресирування ведмедів — «Сморгонську ведмежу академію». Під час війни 1812 року при відступі французьких військ у Сморгоні Наполеон Бонапарт передав командування військами маршалові Мюрату і відбув у Париж. Наприкінці XIX століття Сморгонь — великий центр шкіряної і взуттєвої промисловості. Під час Першої світової війни місто повністю зруйноване. В 1960-80-і роки в місті побудований ряд великих промислових підприємств. Населення 36,9 тисяч жителів (2009).

## Географія
Місто Сморгонь розташоване на північному заході Білорусі у межах Нарочано-Вілейської рівнини, за два кілометри західніше річки Вілія. Рельєф пологохвильовий, пересічений долинами річок, де переважають висоти 140–160 м.
Середня температура січня −6,8 °C, липня +17,6 °C. опадів випадає в середньому 650 мм на рік. Вегетаційний період 190 доби. У літній період переважають вітри південно-західного й південного напрямків, у зимовий — північно-західного й північного.
Через місто протікають дві невеликі річки:
- Оксна, ліва притока річки Вілія, довжина 20 км, площа водозбіра 104 км²
- Гервятка, ліва притока річки Оксна, довжина 13 км, площа водозбору 40 км²

## Місцева влада
Главою місцевої виконавчої влади є голова Сморгонського районного виконавчого комітету, у цей час пост займає Мечислав Броніславович Гой. Місцеве самоврядування представлене Сморгонською районною Радою депутатів. У цей час працює Рада депутатів 25-го скликання, голова Дуля Микола Андрійович. Депутатом Палати представників Національних зборів Республіки Білорусь по Сморгонському виборчому окрузі № 59 у цей час є Голубєва Тетяна Геннадіївна.

## Економіка

### Промисловість
У середині 70-х років XX століття в Сморгоні покладений початок будівництва ВАТ «Сморгонского заводу оптичного верстатобудування» (ВАТ «СЗОС»), що у перспективі повинен був стати гігантом радянського верстатобудування, але розпад Радянського Союзу не дав здійснитися цим планам. Тепер СЗОС, найбільший завод Білорусі (щомав також важливе військове стратегічне значення), працює тільки на 30% своїй потужності.
У 2009 році статус підприємства змінений з Республіканського Унітарного Підприємства на Відкрите Акціонерне Товариство. 100% акцій належить державі.

### Транспорт
Через місто проходить залізниця Мінськ — Вільнюс (ділянка Молодечно — Гудогай), у межах міста розташований зупинний пункт «Молодіжний» і станція «Сморгонь».
У Сморгоні перетинаються республіканські автомобільні дороги:
- Борисов — Вілейка — Ошмяни
- Линтупи — Свірь — Сморгонь — Крево — Гольшани
- Молодечно — Сморгонь; під'їзд до міста Сморгонь

Від автовокзала міста Сморгонь відправляються автобусні рейси по 33 приміським і 7 міжміським маршрутам (Гродно, Свірь, Комарово, Молодечно, Мінськ, Барановичі), проходить маршрут Постави — Гродно.
У самому місті працюють 12 маршрутних пасажирських автобусів: 9 — у регулярному повідомленні, 3 — в експресному.

## Соціальна сфера

### Освіта
За станом на 1 вересня 2008 року в місті діяли такі установи освіти:
- 8 дитячих садків (у тому числі дитячі санаторні ясла-сад і дошкільний центр розвитку дитини), навчально-педагогічний комплекс дитячий сад — початкова загальноосвітня школа;
- 7 загальноосвітніх середніх шкіл (у тому числі з поглибленим вивчанням іноземних мов, музичним і фізкультурно-оздоровчим ухилом), гімназія, школа-інтернат для дітей-сиріт і дітей батьків, що залишилися без піклування, загальноосвітня вечірня середня школа, міжшкільний навчально-виробничий комбінат;
- Соціально-педагогічний центр і центр корекційно-розвиваючого навчання й реабілітації;
- Сморгонське державне професійно-технічне училище № 128 (навчання по спеціальностям: муляр, штукатур, слюсар механоскладальних робіт, слюсар-ремонтник, продавець продовольчих товарів, оператор верстатів із програмним керуванням).

### Спорт
Фізкультурно-оздоровчий комплекс «Юність» — побудований в 1981 році, є основною спортивною базою в районі: ігровий зал (42х18 м), плавальний басейн (більша ванна — 440 м³, мала ванна — 48 м³), зал важкої атлетики, два зали боротьби, зал для гри в настільний теніс і більярд, тренажерний зал.
Стадіон ФОК «Юність» (3500 глядацьких місць) ліцензований для проведення міжнародних матчів. Тут провели кілька матчів молодіжна і юнацька збірні Білорусі по футболу, регулярно проводить матчі чемпіонату Республіки Білорусь із футболу у вищій лізі футбольний клуб «Сморгонь».
У місті працюють 3 дитячо-юнацькі спортивні школи, у яких займається 1195 чоловік (01.09.2008), з них 10 чоловік є членами Національних команд Республіки Білорусь по різним видам спорту.

## ЗМІ
- «Рэгіянальная газета» (укр. Регіональна газета) — щотижнева суспільно-політична газета білоруською мовою.

## Дозвілля
У місті працюють два клуби, три дискотеки, чотири ресторани, кілька барів і біля десятка кафе. Шанувальники кінематографа запрошуються в кінотеатр «Космос». Тих, хто не байдужий до азартних ігор, чекають дві букмекерські контори й зал ігрових автоматів. Люди, що займаються спортом напевно не пройдуть повз два басейни, декількох більярдних залів, тиру й спортивного комплексу «Юність» з баскетбольними, міні-футбольними, волейбольними майданчиками й двома бійцівськими залами. У вихідні дні ніяк не можна пропустити матч ФК Сморгонь, що виступає у вищому футбольному дивізіоні Республіки Білорусь. Якщо ж вас не залучає жоден із запропонованих варіантів, то ви можете відвідати ботанічний сад, Будинок Культури, виставочний зал, літній амфітеатр.

## Визначні пам'ятки

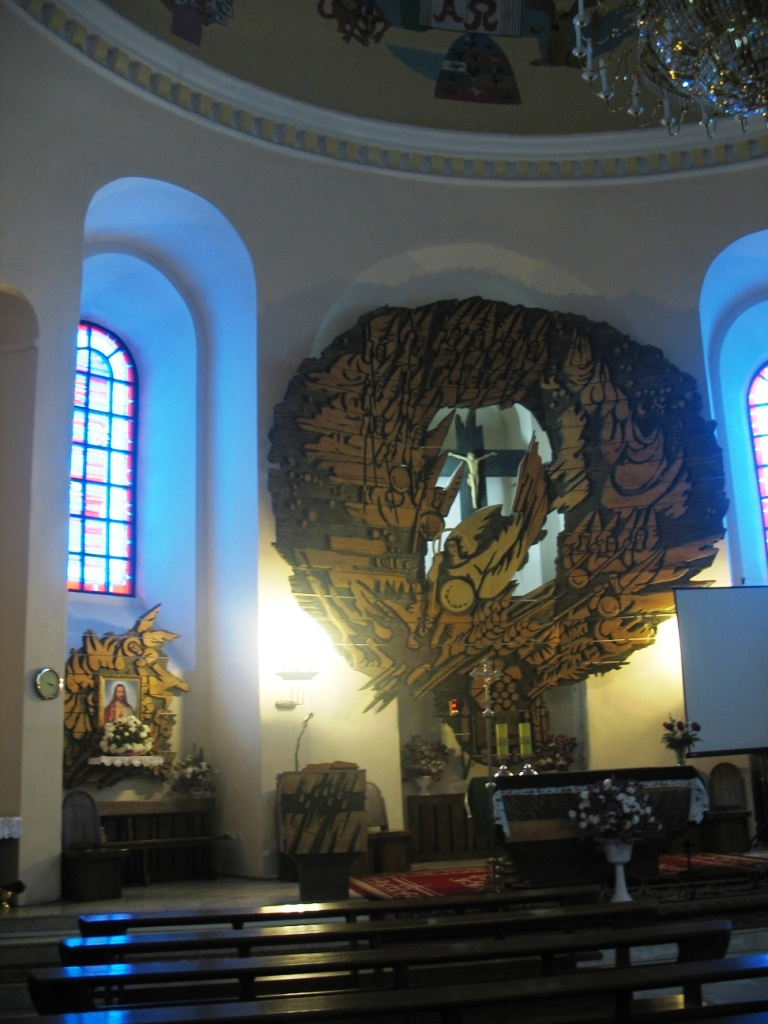
костел

### Костел
Оборонний католицький костел, побудований у стилі Ренесанс. Стіни костелу становлять від 1,8 до 3 метрів у товщину. Побудований в 1552—1553 роках як дерев'яний кальвіністський збір на засоби брест-литовського воєводи Кристофа Зеновича. В 1866 році костел перетворили в церкву. В 1921 році — знову в костел. В 1947 році був закритий, після чого під час комуністичного режиму був магазином, виставочним залом і музеєм. В 1990, після розпаду СРСР року був переданий віруючим. Під самим храмом є підземелля, де є ще не досліджена усипальниця родини Зеновичів. За легендами, звідси існують підземні ходи до Вільнюса й Крева, однак це не підтвердилося.
У 2003 році до святкування 500-річчя від дня першого згадування Сморгоні в історичних літописах, костел Святого Михайла був підданий зовнішньому ремонту, завдяки чому придбав привабливіший вид.
Маючи досить багату історію, Сморгонь, проте, не має практично ніяких історичних визначних пам'яток. Гості міста, бажаючи зануритися в нескінченні води історії, можуть відвідати кальвіністський собор 16 в.; будинок, де колись вчилися А. Рядно (відомий у всій Білорусі музикант) і Р. Лапицький (білоруський патріот, через свою підпільну діяльність розстріляний в 1953 році у віці 22 років). На будинку, однак, меморіальна дошка встановлена тільки А. Рядну. Трохи більше визначних пам'яток на околицях Сморгоні. Це й садиба Огінського, і Кревський замок, і будинок Богушевича, і численні місця військових боїв, величезна кількість древніх храмів і костьолів.

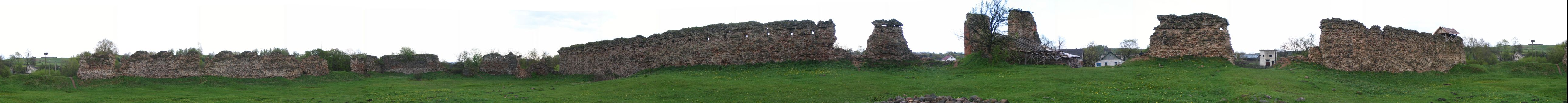
Кревський замок (панорама)

У державній школі-інтернаті для дитят-сиріт і дітей, що залишилися без піклування батьків, є унікальна оранжерея. Колекція «Зимового саду» поповнюється з листопада 1997 року, коли були посаджені перші рослини. Представлено флору Африки й Америки, тропіків, субтропіків і помірної зони. Кактуси, папороті, лимонні й кавові дерева. Площа — 1000 квадратних метрів. Усього є більше 1100 рослин 245 видів. Зроблено японський дворик, витриманий у строгих тонах монолітного мінімалізму й рослинністю підібраної в японському стилі. Щорічно оранжерею «Зимовий сад» відвідують близько 7 тисяч чоловік.